# Cookie Clicker
Cookie Clicker è un videogioco per browser in JavaScript creato dal programmatore francese Julien Thiennot, meglio conosciuto come "Orteil" e pubblicato il 10 agosto 2013. Il gioco è incentrato sulla creazione di biscotti e non c'è uno scopo del gioco se non crearne il più possibile; quindi il gioco non ha una vera e propria fine. All'inizio, il giocatore ottiene biscotti unicamente cliccando su un grande biscotto, e questi biscotti vengono usati come moneta di scambio per ottenere oggetti (upgrade) che permettono di ottenere biscotti automaticamente e più rapidamente.

## Modalità di gioco
Nonostante la semplicità del gioco, che richiede pochissima interazione da parte dei giocatori, Cookie Clicker ha rapidamente ottenuto una grande diffusione sui social network. Cookie Clicker ha contribuito a rendere popolare il genere degli "idle game" (letteralmente i "giochi pigri") incentrati su un obiettivo banale, per esempio cliccare un biscotto, che ricompensano il giocatore con upgrade il cui unico scopo è fornire una quantità maggiore di biscotti.

## Accoglienza
Le reazioni a Cookie Clicker sono miste. Alcuni lo hanno definito un gioco intrigante, ed è stato paragonato ad una droga perché causa dipendenza nei giocatori, che arrivano ad accumulare numeri esagerati di biscotti nelle loro partite. I detrattori invece evidenziano la trivialità di Cookie Clicker, e il fatto che dia un'illusione di progresso mentre non c'è mai nel gioco alcun cambiamento sostanziale.